# روگه
روگه (به آلمانی: Rügge) یک شهر در آلمان است که در اشلسویگ-فلنسبورگ واقع شده‌است. روگه ۲۳۷ نفر جمعیت دارد.